# 니시야마 마사시
니시야마 마사시(일본어: 西山 将士, 1985년 7월 9일~)는 일본의 유도 선수로 2012년 하계 올림픽 남자 미들급에서 동메달을 획득했다.